# Бэт-Майт
Бэт-Майт (англ. Bat-Mite) — персонаж серий комиксов DC Comics, который впервые появился в мае 1959 года в Detective Comics #267. Бэт-Майт — имп, схожий с противником Супермена, Мистером Мксизптлком. Является маленьким, похожим на ребёнка существом в плохо сшитом костюме Бэтмена. Он обладает почти безграничными способностями, похожими на магические, а на деле являющиеся продвинутой технологией пятого измерения, невозможная для понимания существами трёхмерного пространства. Бэт-Майт — поклонник Бэтмена и несколько раз посещал его, часто подстраивая странные события с целью увидеть своего героя в действии. Бэт-Майт является скорее мелкой неприятностью, нежели злодеем, и часто самоустраняется, увидев, что прогневал своего кумира.

## История персонажа

### До Кризиса
Бэт-Майт регулярно появлялся в комиксах Бэтмен, Detective Comics, и World’s Finest Comics" в течение пяти лет. Бэт-Майт и Мистер Мксизптлк объединялись четыре раза на страницах World’s Finest Comics против Супермена и Бэтмена, также работающих в команде. В 1964 году, однако, когда серию про Бэтмена возглавил новый редактор Юлиус Шварц, Бэт-Майт исчез вместе с другими членами семьи, такими как Бэт-гончая Эйс. После этого Бэт-Майт только три раза появлялся во «Вселенной DC» до Кризиса: два раза объединившиеся Бэт-Майт/Мр. Мксизптлк появились в World’s Finest Comics № 152 (август 1965 года) и № 169 (сентябрь 1967 года), редактором которых был не Шварц, а Морт Вайсингер, и в истории Bat-Mite’s New York Adventure комикса Detective Comics № 482 (февраль—март 1979 года), в котором имп навещает сотрудников DC Comics и настаивает на своём появлении в комиксе. Эта история описывает пикет, на котором кричат «Мы хотим Бэт-Майта!» снаружи здания Тишмана, где в то время находился офис редакторов DC. Этот комикс также был снабжен комментарием редактора, что эта история опубликована специально по просьбе фанатов персонажа.
Позже Бэт-Майт появился в одностраничной истории в 200-м номере комикса The Brave and the Bold.

### После Кризиса
После изменения всего континуума в кроссовере 1985 года Кризис на Бесконечных Землях, Бэт-Майт был почти полностью удален из канона Бэтмена. Он появлялся в серии комиксов Легенды Темного Рыцаря, хотя и был, возможно, галлюцинацией преступника по имени Боб Овердог. Этот комикс утверждал, что Бэт-Майт — один из многих поклонников супергероев другого измерения. Эта версия Бэт-Майта позже появилась в комиксе Mitefool, односерийной пародии на историю Knightfall (с Овердогом в роли Жана-Пола Вэлли — первого Азраэля). В шестом выпуске минисерии World’s Finest Мистер Мксизптлк напал на Бэт-Майта, ошибочно приняв его за Овердога. В истории после Кризиса Бэт-Майт атаковал Бэтмена, однако после Супермен и Бэтмен узнали, что Мксизптлк создал его, основываясь на описаниях Овердога в бреду.
Бэт-Майт появляется в односерийном особом комиксе импринта Elseworlds — Superman and Batman: World’s Funnest, в котором он сражается с Мр. Мксизптлком, разрушая До Кризисную мультивселенную и После Кризисную вселенную, как и вообще все остальные вселенные, включая вселенную Elseworlds. История не имела продолжения и никак не повлияла на последующие комиксы.
Кроме World’s Funnest не было никакой связи между Бэт-Майтом и Мр. Мксизптлком. В антологии Комиксы Бизарро родное Мксизптлку 5-е измерение содержит существ, похожих на Бэт-Майта и Молнии Джонни Грома. Ни один из этих комиксов не был признан каноническим; как бы то ни было, в кроссовере Лига Справедливости Америки/Общество Справедливости Америки и в номерах № 78-80 каждой из этих серий было сказано, что и Мксизптлк и Молния пришли из 5-го измерения. В интервью и ответах на письма было сделано предположение, что Бэт-Майт также пришел оттуда, хотя напрямую в комиксах этого не было показано.
В После-Кризисном комиксе Superman/Batman № 25 Джокер получил силы обитателя 5-го измерения, позаимствовав их у Мр. Мксизптлка из ранее вышедшего комикса «Император Джокер»; в конце, Бизарро смог их у него забрать — превратив их в Бэт-Майта, вылезшего из головы Джокера буквально. Так Бэт-Майт вернулся в комиксы — в качестве сил Мксизптлка, выросших в голове Джокера.
Первое появление Бэт-Майта после Бесконечного Кризиса было в Batman № 672, написанном Грантом Моррисоном. Бэтмен сталкивается с Бэт-Майтом прямо после выстрела в грудь и сердечного приступа. Бэт-Майт, у которого на спине сидит зеленое насекомое, заявляет, что пришел из «Космоса Б Пятикратного Расширения или Зрффф» (англ. Space B at the Fivefold Expansion of Zrff) (Временами родное измерение Мр. Мксизптлка зовется «Зрффф»). Видит Бэт-Майта только Бэтмен. Поскольку Бэтмен на тот момент находился на грани смерти и не особо мог различать реальность, то вполне возможно, Бэт-Майт был просто его галлюцинацией.
В Batman № 678, Бэт-Майт снова появляется, комментируя усиливающиеся галлюцинации Бэтмена. В № 680 говорится, что Бэт-Майт действительно продукт воображения Бэтмена, отражающий его рациональную часть.
В номере № 52 комикса Superman/Batman Бэт-Майт с Мксизптлком снова спорят, и результат похож на события World’s Funnest. В этом комиксе Бэт-Майт восхищается Бэтменом, и Бэтмен отвечает ему с благодарностью.

## В других медиа
- Бэт-Майт был постоянным персонажем в мультфильме 1977 года The New Adventure of Batman, в котором его озвучивал Лу Скеймер. Он был изображен как фанат супергероя с благими намерениями, обладающий магической силой. Он пытался помочь Бэтмену, но обычно лишь умножал проблемы, крича «Все что хочу — помочь!». Один эпизод описывал родную планету Бэт-Майта Эрго, а также его личного противника по имени Зарбора. Он также был влюблен в Бэтгёрл.[7][8]
- Аниматронический Бэт-Майт ненадолго появляется в мультсериале 1992 года в эпизоде «Deep Freeze», озвученный Пэтом Фрейли. Бэт-Майт с энтузиазмом поздравляет Бэтмена и Робина, говоря: «Поздравляю, Динамический Дуэт! Я ваш самый большой поклонник!» перед тем, как целует Робина, явно выглядящего шокированным. Позже он выходит из строя и разваливается, говоря «Я только хочу помочь!» заикаясь. Бэт-майт изначально задумывался лишь как робот. На его фоне можно заметить роботы Мистера Мксизптлка, Стрики Суперкошки и Крипто Суперпса.
- Бэт-Майт также появляется несколько раз в мультсериале Бэтмен: отважный и смелый, озвученный Полом Рубенсом. Эта версия Бэт-Майта достаточно могущественна, чтобы регулярно ломать «четвертую стену» и читать прошлое, настоящее и будущее Бэтмена, а также спрашивать у фанатов Бэтмена из своего измерения их мнение по поводу событий сериала. Как и в комиксах, Бэт-Майт приносит довольно много неприятностей Бэтмену, но в конце концов удаляется, исправив все, что натворил. Особенным стало его появление в последней серии сериала. В ней он нарочно портит события вокруг Бэтмена, чтобы в своем измерении (по сути, являющимся нашим измерением) шоу «Бэтмен: отважный и смелый» наконец закрыли, и сняли новое, улучшенное. И в конце концов ему это удается, но вместе с Бэтменом перестает существовать и он сам.